# 高速運輸艦

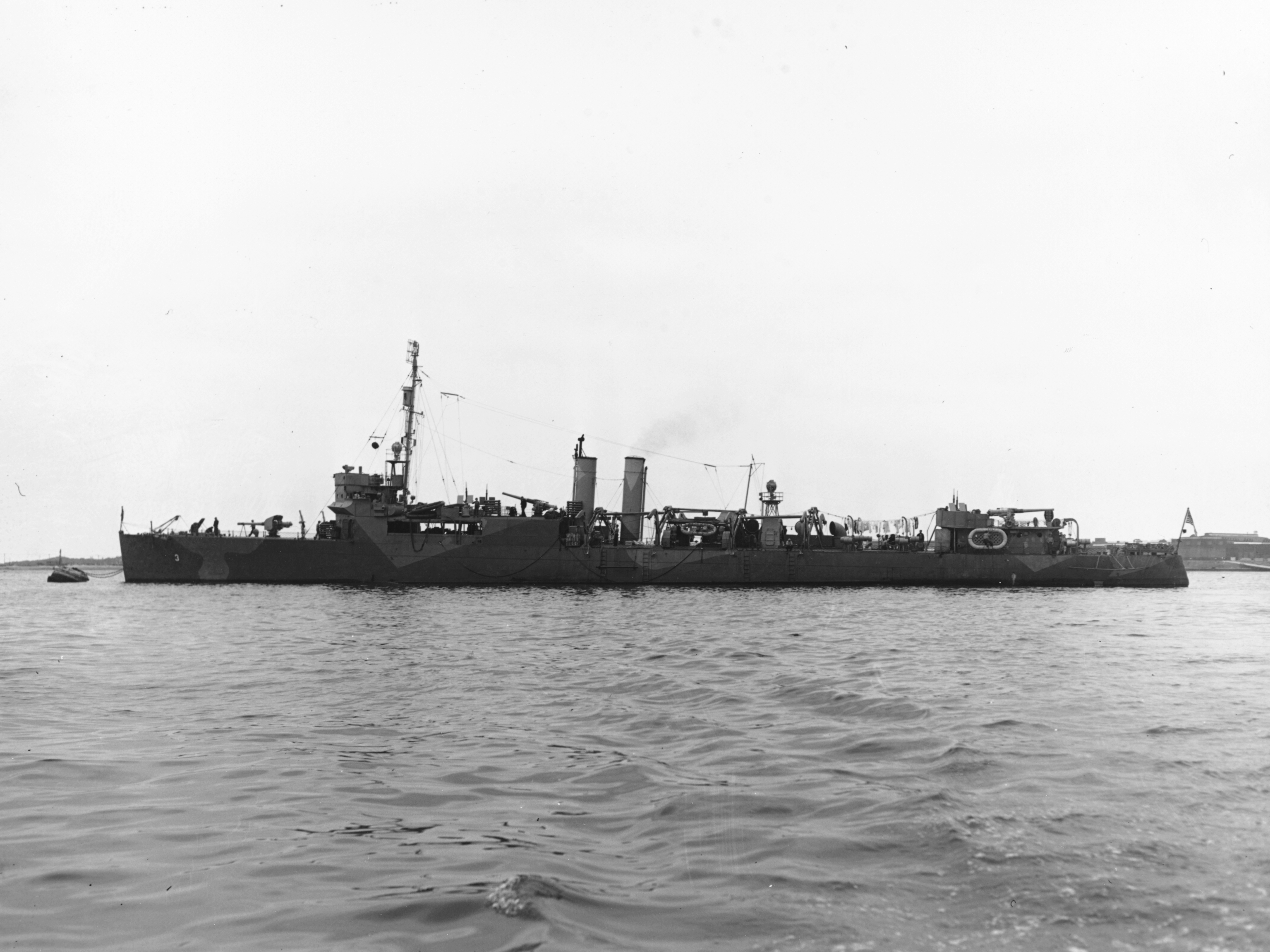
格列高利號驅逐艦改造為高速運輸艦 APD-3 後的外觀

高速運輸艦（英語：High speed transport）是美國海軍在二次大戰以及之後，將驅逐艦或護航驅逐艦改裝為兩棲作戰任務用的艦艇的稱呼，在美軍的船體編號是APD，AP是運輸船，而D是驅逐艦。高速運輸艦可以一次搭載200名士兵，大約一連左右兵力載運到登陸地點，而進行登陸時，該艦也能使用本身武器進行火力支援。曼利號驅逐艦是第一艘改裝成高速運輸艦的艦艇。

## 背景
太平洋戰區的環境是有很多的島嶼，這種環境使用傳統的運兵船輸送兵力並不是完整的解決方案，有時候對一些小島會需要快速的送出不很大量的兵力以及特種部隊取得控制權。為了填補這個需求，開發了登陸艇，但仍需要能夠快速跨島嶼的船隻來支援登陸艇，高速運輸艦就是在這種需求下產生的。
1938年，由於美國海軍陸戰隊的需求，老舊的平甲板驅逐艦曼利號進行了改裝，拆除了一半的鍋爐，改裝為120名士兵居住艙，另外魚雷管拆除，改裝登陸艇，兩門位於兩側的主砲則減少一門並改到中軸線上。鍋爐減少後航速下降，但仍能達到24節。陸戰隊對這結果滿意，因此要求更多的這種船，之後又陸續改裝5艘平甲板驅逐艦(APD-2 ～ APD-6)，並編成第12運輸部隊。

## 之後的發展

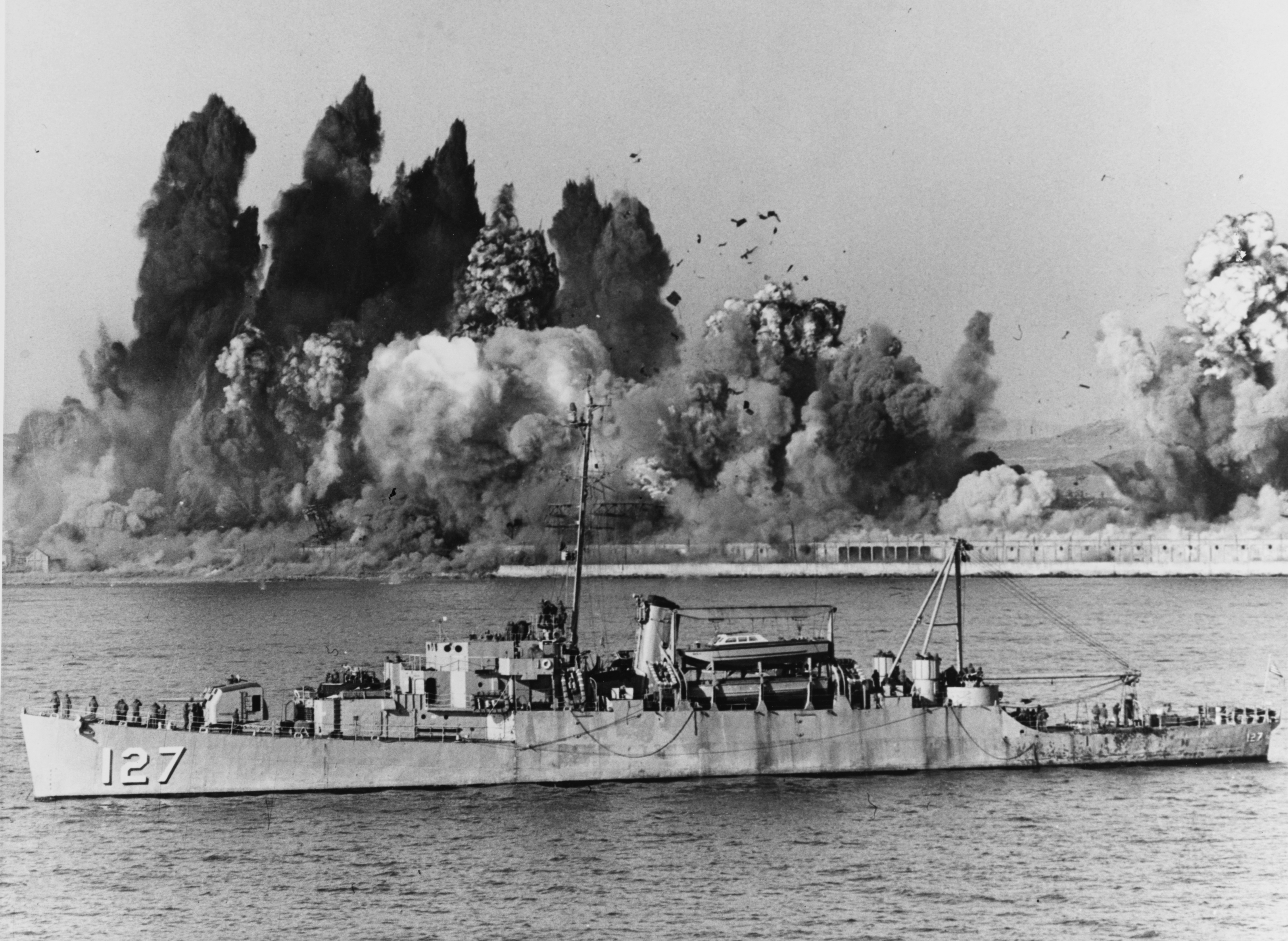
1950年12月24日韓戰中，興南爆破時的 APD-127 貝格號高速運輸艦

在瓜島戰役初期的8-9月中，這6艘快速運輸艦被投入戰役，損失了3艘，然而薩沃島海戰失利後，盟軍在島上的部隊補給短缺，急需快速補給，海軍陸戰隊於是追加了更多改裝需求。又有26艘平甲板驅逐艦進行了同樣改裝，並在1944年5月前陸續就役。另外也改造了43艘巴克利級護航驅逐艦以及50艘勒德洛級護航驅逐艦成為高速運輸艦。巴克利級的改造是把原本的三座三吋砲取消改成一門5吋砲，廢除魚雷管改登陸艇空間。對拉德洛級的改裝則是廢除後方5吋砲。
這些船隻負責運送兵員到灘頭，參與護航和運補任務，反潛巡邏，運送水下爆破隊和突擊隊，在各基地島嶼間運輸兵員，以及參加掃雷任務。他們遭遇潛艇，水面艦艇以及飛機(包含神風特攻隊)的威脅。
32艘平甲板驅逐艦改裝的大戰中損失9艘，另外23艘戰後拆解。
護航驅逐艦改造的有部份參與韓戰和越戰。另外其中部份也提供給盟國海軍使用。